# چاه‌طالب
چاه طالب روستایی در دهستان دوکوهه بخش سه قلعه شهرستان سرایان استان خراسان جنوبی ایران است. بر پایه سرشماری عمومی نفوس و مسکن در سال ۱۳۹۰ جمعیت این روستا ۱۱۰ نفر (در ۳۰ خانوار) بوده‌است.